# Dinolestidae
Dinolestidae é uma família de peixes da subordem Percoidei, superfamília Percoidea.
Esta família apenas tem um género e uma espécie, Dinolestes lewini.

## Sinónimos
- Dinolestes muelleri Klunzinger, 1872